# Combinata nordica alla XXVI Universiade invernale
Le gare di combinata nordica della XXVI Universiade invernale si sono svolte dal 13 al 18 dicembre 2013 a Predazzo e a Tesero, in Italia. In programma tre eventi.

## Podi
| Evento                |                                                     |         |                                                |         |                                                   |         |
| Oro                   | Punteggio/Tempo                                     | Argento | Punteggio/Tempo                                | Bronzo  | Punteggio/Tempo                                   |         |
| Individuale Gundersen | Adam Cieślar                                        | 26'48"0 | Johannes Wasel                                 | 26'58"1 | Aguri Shimizu                                     | 27'07"2 |
| Gara in linea         | Aguri Shimizu                                       | 268,5   | Adam Cieślar                                   | 267,1   | Paweł Słowiok                                     | 262,2   |
| Staffetta Gundersen   | Polonia Adam Cieślar Szczepan Kupczak Paweł Słowiok | 38'41"6 | Slovenia Jože Kamenik Borut Mavc Matic Plaznik | 38'49"4 | Giappone Shota Horigome Aguri Shimizu Gō Yamamoto | 38'54"0 |

## Medagliere
| Pos.   | Paese    | Oro | Argento | Bronzo | Totale |
| ------ | -------- | --- | ------- | ------ | ------ |
| 1      | Polonia  | 2   | 1       | 1      | 4      |
| 2      | Giappone | 1   | 0       | 2      | 3      |
| 3      | Germania | 0   | 1       | 0      | 1      |
| 3      | Slovenia | 0   | 1       | 0      | 1      |
| Totale | Totale   | 3   | 3       | 3      | 9      |